# Dorian Bertrand
Dorian Bertrand (Saint-Denis, 21 maggio 1993) è un calciatore francese naturalizzato malgascio, attaccante del Saint-Denis e della nazionale malgascia.

## Carriera

### Nazionale
L'11 novembre 2021 ha esordito con la nazionale malgascia giocando l'incontro perso 2-0 contro il Benin, valido per le qualificazioni al campionato mondiale di calcio 2022.

## Statistiche

### Presenze e reti nei club
Statistiche aggiornate all'11 novembre 2021.
| Stagione         | Squadra          | Campionato       | Campionato | Campionato | Coppe nazionali | Coppe nazionali | Coppe nazionali | Coppe continentali | Coppe continentali | Coppe continentali | Altre coppe | Altre coppe | Altre coppe | Totale | Totale |
| Stagione         | Squadra          | Comp             | Pres       | Reti       | Comp            | Pres            | Reti            | Comp               | Pres               | Reti               | Comp        | Pres        | Reti        | Pres   | Reti   |
| ---------------- | ---------------- | ---------------- | ---------- | ---------- | --------------- | --------------- | --------------- | ------------------ | ------------------ | ------------------ | ----------- | ----------- | ----------- | ------ | ------ |
| 2012-2013        | Angers 2         | CFA2             | 11         | 2          |                 | -               | -               |                    | -                  | -                  |             | -           | -           | 11     | 2      |
| 2013-2014        | SO Cholet        | CFA2             | 21         | 4          |                 | -               | -               |                    | -                  | -                  |             | -           | -           | 21     | 4      |
| 2014-2015        | SO Cholet        | CFA2             | 20         | 4          | CF              | 3               | 0               |                    | -                  | -                  |             | -           | -           | 23     | 4      |
| 2015-2016        | SO Cholet        | CFA              | 23         | 6          |                 | -               | -               |                    | -                  | -                  |             | -           | -           | 23     | 6      |
| 2016-2017        | SO Cholet        | CFA              | 25         | 4          | CF              | 1               | 0               |                    | -                  | -                  |             | -           | -           | 26     | 4      |
| 2017-2018        | SO Cholet        | N                | 25         | 6          |                 | -               | -               |                    | -                  | -                  |             | -           | -           | 25     | 6      |
| Totale SO Cholet | Totale SO Cholet | Totale SO Cholet | 114        | 24         |                 | 4               | 0               |                    | -                  | -                  |             | -           | -           | 118    | 24     |
| 2018-gen. 2019   | Angers 2         | N3               | 8          | 3          |                 | -               | -               |                    | -                  | -                  |             | -           | -           | 8      | 3      |
| ott. 2018        | Angers           | L1               | 0          | 0          | CdL             | 1               | 0               |                    | -                  | -                  |             | -           | -           | 1      | 0      |
| gen.-mag. 2019   | AS Béziers       | L2               | 10         | 1          |                 | -               | -               |                    | -                  | -                  |             | -           | -           | 10     | 1      |
| 2019-2020        | Nancy            | L2               | 26         | 1          | CF+CdL          | 2+3             | 0               |                    | -                  | -                  |             | -           | -           | 31     | 1      |
| 2020-2021        | Nancy            | L2               | 22         | 0          | CF              | 1               | 0               |                    | -                  | -                  |             | -           | -           | 23     | 0      |
| 2021-2022        | Nancy            | L2               | 6          | 0          |                 | -               | -               |                    | -                  | -                  |             | -           | -           | 6      | 0      |
| Totale Nancy     | Totale Nancy     | Totale Nancy     | 54         | 1          |                 | 6               | 0               |                    | -                  | -                  |             | -           | -           | 60     | 1      |
| Totale carriera  | Totale carriera  | Totale carriera  | 197        | 31         |                 | 11              | 0               |                    | -                  | -                  |             | -           | -           | 208    | 31     |

### Cronologia presenze e reti in nazionale
| Cronologia completa delle presenze e delle reti in nazionale ― Madagascar | Cronologia completa delle presenze e delle reti in nazionale ― Madagascar | Cronologia completa delle presenze e delle reti in nazionale ― Madagascar | Cronologia completa delle presenze e delle reti in nazionale ― Madagascar | Cronologia completa delle presenze e delle reti in nazionale ― Madagascar | Cronologia completa delle presenze e delle reti in nazionale ― Madagascar | Cronologia completa delle presenze e delle reti in nazionale ― Madagascar | Cronologia completa delle presenze e delle reti in nazionale ― Madagascar |
| Data                                                                      | Città                                                                     | In casa                                                                   | Risultato                                                                 | Ospiti                                                                    | Competizione                                                              | Reti                                                                      | Note                                                                      |
| ------------------------------------------------------------------------- | ------------------------------------------------------------------------- | ------------------------------------------------------------------------- | ------------------------------------------------------------------------- | ------------------------------------------------------------------------- | ------------------------------------------------------------------------- | ------------------------------------------------------------------------- | ------------------------------------------------------------------------- |
| 11-11-2021                                                                | Cotonou                                                                   | Benin                                                                     | 2 – 0                                                                     | Madagascar                                                                | Qual. Mondiali 2022                                                       | -                                                                         | 46’                                                                       |
| 14-11-2021                                                                | Antananarivo                                                              | Madagascar                                                                | 1 – 1                                                                     | Tanzania                                                                  | Qual. Mondiali 2022                                                       | -                                                                         |                                                                           |
| 5-6-2022                                                                  | Antananarivo                                                              | Madagascar                                                                | 1 – 1                                                                     | Angola                                                                    | Qual. Coppa d'Africa 2023                                                 | -                                                                         |                                                                           |
| 27-3-2023                                                                 | Douala                                                                    | Rep. Centrafricana                                                        | 2 – 0                                                                     | Madagascar                                                                | Qual. Coppa d'Africa 2023                                                 | -                                                                         |                                                                           |
| 18-6-2023                                                                 | Antananarivo                                                              | Madagascar                                                                | 0 – 0                                                                     | Ghana                                                                     | Qual. Coppa d'Africa 2023                                                 | -                                                                         |                                                                           |
| 7-9-2023                                                                  | Lubango                                                                   | Angola                                                                    | 0 – 0                                                                     | Madagascar                                                                | Qual. Coppa d'Africa 2023                                                 | -                                                                         | 80’                                                                       |
| 17-11-2023                                                                | Kumasi                                                                    | Ghana                                                                     | 1 – 0                                                                     | Madagascar                                                                | Qual. Mondiali 2026                                                       | -                                                                         | 70’                                                                       |
| Totale                                                                    |                                                                           | Presenze                                                                  | 7                                                                         |                                                                           | Reti                                                                      | 0                                                                         |                                                                           |